# مهرجان كان السينمائي 1971
مهرجان كان السينمائي لعام 1971 هو الدورة الـ24 للمهرجان عُقد في 12 إلى 27 مايو من عام 1971، حصل فيلم "The Go-Between" للمخرج الأمريكي جوزيف لوزي على السعفة الذهبية للمهرجان.